# Jarî, Putîvl
Jarî (în ucraineană Жари) este un sat în comuna Cervone Ozero din raionul Putîvl, regiunea Sumî, Ucraina.

## Demografie
Componența lingvistică a localității Jarî
     Rusă (68,57%)
     Ucraineană (31,43%)
Conform recensământului din 2001, majoritatea populației localității Jarî era vorbitoare de rusă (68,57%), existând în minoritate și vorbitori de ucraineană (31,43%).